# Chrysonotomyia susbelli
Chrysonotomyia susbelli es una especie de avispa parasitoide de la familia Eulophidae. Descrita por primera vez en 2024, es la primera especie de Chrysonotomyia conocida por parasitar a las avispas de agallas de la familia Cynipidae, y la sexta especie conocida en América al norte de México. Hasta ahora, solo se ha encontrado en la Universidad Rice, en Houston, Texas.Su descripción atrajo la atención de los medios locales e internacionales.

## Etimología
El epíteto específico susbelli se traduce aproximadamente como "cerdo de guerra" en latín, en referencia a la mascota del Wiess College, una residencia universitaria de la Universidad Rice. Los colores oficiales de Wiess son muy similares a la coloración dorsal de C. susbelli.

## Descripción
Chrysonotomyia susbelli es una pequeña avispa, con hembras que miden entre 1,0 y 1,2 mm, y machos que miden 0,9 mm. La mitad superior del tórax es de un color amarillo dorado, con varias marcas marrón oscuro en el dorso. Estas marcas incluyen una banda marrón metálica en la parte frontal del mesonoto. La mitad inferior del tórax es de un color blanco pálido, lo que crea un contraste de sombras distintivo con la parte superior. Las antenas tienen un escapo pálido y un pedicelo amarillo claro con los dos tercios apicales internos de color marrón oscuro. Los segmentos restantes de las antenas son de un amarillo más oscuro, con el último segmento de color marrón oscuro. Los ojos son rosados. El abdomen, similar al tórax, es de color amarillo dorado en la parte superior con bandas marrón oscuro y blanco pálido en la parte inferior. El macho de C. susbelli es muy similar a la hembra, excepto por su tamaño más pequeño y las marcas marrón oscuro más intensas.

## Biología
Se sabe que Chrysonotomyia susbelli parasita a Neuroterus bussae, una avispa de agallas de la familia Cynipidae. N. bussae forma pequeños grupos de agallas carnosas y redondeadas en las hojas del encino siempreverde (Quercus virginiana) en primavera.Se ha observado que Chrysonotomyia susbelli emerge de las agallas de Neuroterus bussae entre el 18 de abril y el 10 de mayo, y se ha visto activa en las hojas del roble hasta el 18 de mayo. Además, se observó que las hembras adultas solo caminan en zigzag tanto en el campo como en condiciones de laboratorio.